# Udby Sogn (Middelfart Kommune)
Udby Sogn ist eine Kirchspielsgemeinde (dänisch: Sogn) im südlichen Dänemark. Bis 1970 gehörte sie zur Harde Vends Herred im damaligen Odense Amt, danach zur Nørre Aaby Kommune im
Fyns Amt, die im Zuge der  Kommunalreform zum 1. Januar 2007 in der
Middelfart Kommune in der Region Syddanmark aufgegangen ist.
Im Kirchspiel leben 430 Einwohner (Stand:1. Januar 2023). Im Kirchspiel liegt die Kirche „Udby Kirke“.
Nachbargemeinden sind im Nordwesten Gamborg Sogn, im Norden Kauslunde Sogn, im Nordosten Roerslev Sogn, im Osten Nørre Aaby Sogn, im Süden Balslev Sogn und im Südwesten Føns Sogn.